# Wacław Jaroszewski
Wacław Jaroszewski (ur. 4 kwietnia 1900 w Feliksówce, zm. 26 lipca 1931 w Radomiu) – podoficer Wojska Polskiego w II Rzeczypospolitej, kawaler Orderu Virtuti Militari.

## Życiorys
Urodził się w rodzinie Antoniego i Teodozji z Jaruszewskich. Absolwent szkoły powszechnej i pracownik huty. 
W 1919 wstąpił ochotniczo do odrodzonego Wojska Polskiego i został przydzielony do 4 dywizjonu artylerii konnej. W czerwcu 1920,  pod Kilikijowem nad Horyniem, podczas ataku bolszewickiej kawalerii, do ostatniej chwili usiłował wraz z obsługą wydobyć działo zatopione w bagnie, a gdy to się nie udało, wraz z celowniczym zniszczył je i przedarł się przez pierścień wroga. Za czyn ten odznaczony został Krzyż Srebrny Orderu Virtuti Militari
Po wojnie pracował w wytwórni broni w Radomiu. Zginął śmiercią tragiczną. Pochowany został na miejscowym cmentarzu. 

## Ordery i odznaczenia
- Krzyż Srebrny Orderu Virtuti Militari (nr 256)[1]
- Krzyż Walecznych[1]